# Lust for Life (Lana-Del-Rey-Lied)
Lust for Life (englisch für „Lebenslust“) ist ein Lied der US-amerikanischen Popsängerin Lana Del Rey, in Kooperation mit dem kanadischen R&B-Musiker The Weeknd. Das Stück ist die zweite Singleauskopplung aus ihrem fünften Studioalbum Lust for Life.

## Entstehung und Artwork
Geschrieben wurde das Lied gemeinsam von Lana Del Rey, Max Martin, Rick Nowels und Abel Tesfaye (The Weeknd). Produziert wurde die Single durch Del Rey, Martin, Kieron Menzies, Nowels und Dean Reid. Arrangiert wurde das Stück unter der Leitung von Menzies, Reid, Jordan Stilwell und Trevor Yasuda. Das Mastering tätigte Adam Ayan, das Abmischen erfolgte durch Menzies und Dean Reid. Das Lied wurde durch Martin und Reid programmiert, wobei Martin speziell für die Bass-Programmierung zuständig war. Die Single wurde unter den Musiklabels Interscope Records und Polydor veröffentlicht und durch EMI April Music, Global Music, Kobalt, MXM Music, R-Rated Music, Songs Music Publishing und Sony/ATV Music Publishing vertrieben.
Auf dem Cover der Maxi-Single sind – neben Künstlernamen und Liedtitel – Del Rey und The Weeknd zu sehen. Del Rey trägt ein rotes Kleid und liegt auf einer Blumenwiese. The Weekend trägt einen schwarzen Anzug und steht mit verschränkten Armen hinter ihr. Im Hintergrund sind neben einer Lichtquelle Teile des Filmsets zu sehen.

## Veröffentlichung und Promotion
Lust for Life feierte am 19. April 2017 in der Radioshow des britischen DJs MistaJam, auf dem Radiosender BBC Radio 1, seine Weltpremiere. Noch am selben Tag erfolgte die Singleveröffentlichung als Einzeldownload.

## Hintergrundinformation
Bei Lust for Life handelt es sich bereits um die vierte Zusammenarbeit zwischen Del Rey und The Weeknd binnen drei Jahren. Erstmals arbeiteten die beiden 2015 für Weekends zweites Studioalbum Beauty Behind the Madness zusammen. Dabei entstand das Lied Prisoner das aufgrund hoher Downloadzahlen die Charts im Vereinigten Königreich und den Vereinigten Staaten erreichte. Im Folgejahr arbeiteten die beiden erneut für Weeknds drittes Studioalbum Starboy zusammen. Daraus gingen die Stücke Party Monster und Stargirl Interlude hervor. Bei Party Monster wird Del Rey nicht als offizielle Gastsängerin geführt, sie ist aber im Hintergrund zu hören und schrieb an dem Lied mit. Party Monster erschien als Single und feierte weltweite Charterfolge. Das Lied Stargirl Interlude wurde nicht als Single veröffentlicht, schaffte es aber ebenfalls durch hohe Downloadzahlen in die britischen und US-amerikanischen Singlecharts. In einem Interview gab Del Rey an, dass The Weeknd dem Lied so viel hinzugefügt habe, es sei das perfekte Lied für ihn gewesen, um sie zu unterstützen. Es handelt sich hierbei um die erste Kollaboration Del Reys, bei der sie der Haupt-Act ist.
In einem Interview mit Courtney Love für das Dazed Magazine verriet Del Rey, dass Lust for Life durch mehrere Phasen gegangen sei, bevor sie mit dem Ergebnis zufrieden war. Es sei wie ein Zauberwürfel gewesen. Sie fühlte, dass es ein „großes“ Lied sei, aber es war noch nicht das richtige. Max Martin sagte ihr, dass er die Strophen am stärksten fände und dass er diese öfters hören wolle. Daraufhin kam Del Rey die Idee diese zum Refrain zu machen, der aber von The Weeknd noch etwas überarbeitet wurde. In Gedanken daran, dass The Weeknd den Refrain singen sollte, vermisste Del Rey jedoch ein wenig das Shangri-Las-Element, so dass sie sich ein viertes Mal an das Stück setzen musste, um es weiter zu bearbeiten. Sie überlagerte das Lied mit weiteren Harmonien, bevor sie mit dem Ergebnis zufrieden war. Normalerweise gehe Del Rey nicht zurück und bearbeitet/verändert so viele Dinge, weil die Lieder in der Art enden, wie sie sein sollen. Bei dem Stück musste sie aber nochmal Hand anlegen. Des Weiteren erwähnte Del Rey, dass Lust for Life das erste Stück gewesen sei, das für das kommende Album entstand.

## Inhalt
Der Liedtext zu Lust for Life ist in englischer Sprache verfasst; ins Deutsche übersetzt bedeutet der Titel „Lebenslust“. Wie der Titel es beschreibt, geht es inhaltlich um die „Lust auf das Leben“, die „Liebe“ sowie die „schönste Nebensache der Welt“. Die Musik und der Text wurden gemeinsam von Lana Del Rey, Max Martin, Rick Nowels und Abel Tesfaye (The Weeknd) verfasst. Musikalisch bewegt sich das Lied im Bereich des Synthie-Pops und der Popmusik. Das Tempo beträgt 100 Beats per minute. Als Instrumentalisten sind David Levita (E-Gitarre), Kieron Menzies (Schlagzeug), Mighty Mike (Bongos), Rick Nowels (Keyboard, Mellotron und Piano), Ali Payami (Schlagzeug), Zac Rae (Synthesizer) und Dean Reid (Bassgitarre, Perkussion, Schlagzeug, Soundeffekte, Synthesizer und Vocoder) zu hören.
Aufgebaut ist das Stück auf zwei Strophen und einer Bridge sowie jeweils einer Hookline und eines Refrains zwischen den Strophen, der Bridge und am Ende des Liedes. Die erste Strophe und Hookline wird alleine von Del Rey gesungen, The Weekend steigt erstmals beim ersten Refrain mit ein. Die zweite Strophe wird von Del Rey begonnen, inmitten dieser steigt The Weekend ein. Es folgt eine Hookline die alleine von Weeknd interpretiert wird. Ab dem anschließenden zweiten Refrain singen die beiden alle Teile zusammen. Während der Solodarbietungen sind im Hintergrund immer wieder die Stimmen des jeweils anderen zu hören.
| „Take off, take off … take off all of your clothes. They say only the good die young. That just ain’t right, ’cause we’re having too much fun. Too much fun tonight, yeah.“ – Refrain, Originalauszug | „Zieh aus, zieh aus … Zieh all deine Klamotten aus. Sie sagen, dass nur die Guten jung sterben. Das ist so nicht richtig, weil wir zu viel Spaß haben. Zu viel Spaß heute Nacht, ja.“ – Refrain, Übersetzung |

## Musikvideo
Das Musikvideo zu Lust for Life feierte am 19. April 2017 auf YouTube seine Premiere. Es wurde in schwarz-weiß gedreht, lediglich Del Reys rotes Kleid ist farbig inszeniert. Das Video beginnt mit dem Schriftzug „Lust for Life“ der Wort-für-Wort langsam eingeblendet wird. Danach ist von weitem das Hollywood Sign, welches aus Pappmaché nachgebaut wurde, zu sehen. Auf dem „H“ des Hollywood Signs sitzen Del Rey und The Weeknd, die sich anschmachten und dabei das Lied singen. Es folgt eine lange Szene in der sich die Kamera an die beiden, in Zeitlupengeschwindigkeit, annähert. Ab dem Zeitpunkt als die Kamera nah vor den beiden ist, schwenkt diese um und die beiden sind von hinten zu sehen während sich die Kamera wieder von den beiden entfernt. Als eine Gewisse Weite erreicht wird, schwenkt die Kamera erneut um und die beiden sind wieder nah von vorne zu sehen während sich die Kamera erneut von den beiden entfernt. Am Ende des Videos erscheint Del Rey mit ausgestreckten Händen über denen das Hollywood Sign mit vielen kleinen funkelnden Herzen schwebt. Die Gesamtlänge des Videos beträgt 4:24 Minuten. Bis heute zählt das Musikvideo über 27,6 Millionen Aufrufe bei YouTube. Ein zweites Video in einer längeren Fassung mit 5:18 Minuten, das einen Monat später veröffentlicht wurde, verzeichnet 239 Millionen Aufrufe (Stand: August 2025) und zeigt die beiden Interpreten ebenfalls auf dem Hollywood Sign. Regie führte Rich Lee.

## Mitwirkende
| Liedproduktion - Adam Ayan: Mastering - Lana Del Rey: Gesang, Hintergrundgesang, Komponist, Liedtexter, Musikproduzent - David Levita: E-Gitarre - Max Martin: Komponist, Liedtexter, Musikproduzent, Programmierung - Kieron Menzies: Abmischung, Arrangement, Musikproduzent, Schlagzeug - Mighty Mike: Bongos - Rick Nowels: Keyboard, Komponist, Liedtexter, Mellotron, Musikproduzent, Piano - Ali Payami: Schlagzeug - Zac Rae: Synthesizer - Dean Reid: Abmischung, Arrangement, Bassgitarre, Musikproduzent, Perkussion, Programmierung, Schlagzeug, Soundeffekte, Synthesizer, Vocoder - Jordan Stilwell: Arrangement - Abel Tesfaye (The Weeknd): Gesang, Hintergrundgesang, Komponist, Liedtexter - Trevor Yasuda: Arrangement | Artwork - Rich Lee: Regisseur (Musikvideo) Unternehmen - EMI April Music: Vertrieb - Global Music: Vertrieb - Interscope Records: Musiklabel - Kobalt: Vertrieb - MXM Music: Vertrieb - Polydor: Musiklabel - R-Rated Music: Vertrieb - Songs Music Publishing: Vertrieb - Sony/ATV Music Publishing: Vertrieb |

## Rezeption

### Rezensionen
Das deutschsprachige Online-Magazin laut.de setzt Lust for Life auf Platz 20 der „Songs des Jahres“ 2017.

### Chartplatzierungen
Lust for Life erreichte in Deutschland Rang 65 der Singlecharts und konnte sich eine Woche in den Top 100 platzieren. In Österreich erreichte die Single in einer Chartwoche Rang 51, in der Schweiz in drei Chartwochen Rang 48, im Vereinigten Königreich in vier Chartwochen Rang 38 und den Vereinigten Staaten in einer Chartwoche Rang 64 der Billboard Hot 100.
Für Del Rey als Interpretin ist Lust for Life der 18. Charterfolg im Vereinigten Königreich, der 15. in der Schweiz, der 13. in Österreich sowie je der zwölfte in Deutschland und den Vereinigten Staaten. Als Autorin ist es ihr 17. Charterfolg im Vereinigten Königreich, der 14. in der Schweiz sowie je der zwölfte in Deutschland, Österreich und den Vereinigten Staaten. Für The Weeknd als Interpret ist Lust for Life der 41. Charterfolg in den Vereinigten Staaten sowie sein 37. Charterfolg im Vereinigten Königreich, der 18. in seiner Heimat Kanada, der 13. in der Schweiz, der zehnte in Deutschland und der neunte Charterfolg in Österreich.
| ChartsChartplatzierungen       | Höchstplatzierung | Wochen |
| ------------------------------ | ----------------- | ------ |
| Deutschland (GfK)              | 65 (1 Wo.)        | 1      |
| Kanada (MC)                    | 18 (2 Wo.)        | 2      |
| Österreich (Ö3)                | 51 (1 Wo.)        | 1      |
| Schweiz (IFPI)                 | 48 (3 Wo.)        | 3      |
| Vereinigte Staaten (Billboard) | 64 (1 Wo.)        | 1      |
| Vereinigtes Königreich (OCC)   | 38 (4 Wo.)        | 4      |

### Auszeichnungen für Musikverkäufe
Lust for Life wurde im Juli 2020 im Vereinigten Königreich mit einer Silbernen Schallplatte für über 200.000 verkaufte Einheiten ausgezeichnet. Es ist die achte Single von Del Rey im Vereinigten Königreich, die mindestens Silber-Status erlangte. Bis März 2021 verkaufte sich das Lied über 218.000 Mal im Vereinigten Königreich. In den Vereinigten Staaten erhielt die Single für eine Million verkaufte Einheiten eine Platin-Schallplatte am 24. November 2021.

| Land/Region                  | Auszeichnungen für Musikverkäufe (Land/Region, Auszeichnung, Verkäufe) | Verkäufe  |
| ---------------------------- | ---------------------------------------------------------------------- | --------- |
| Australien (ARIA)            | Platin                                                                 | 70.000    |
| Brasilien (PMB)              | 2× Platin                                                              | 80.000    |
| Italien (FIMI)               | Gold                                                                   | 50.000    |
| Polen (ZPAV)                 | Gold                                                                   | 25.000    |
| Spanien (Promusicae)         | Gold                                                                   | 30.000    |
| Vereinigte Staaten (RIAA)    | Platin                                                                 | 1.000.000 |
| Vereinigtes Königreich (BPI) | Silber                                                                 | 218.000   |
| Insgesamt                    | 1× Silber · 3× Gold · 4× Platin ·                                      | 1.473.000 |

Hauptartikel: Lana Del Rey/Auszeichnungen für Musikverkäufe